# El Rodeo, Aguascalientes
El Rodeo är en ort i Mexiko.   Den ligger i kommunen Calvillo och delstaten Aguascalientes, i den centrala delen av landet, 500 km nordväst om huvudstaden Mexico City. El Rodeo ligger 1 618 meter över havet och antalet invånare är 415.
Terrängen runt El Rodeo är huvudsakligen kuperad, men den allra närmaste omgivningen är platt. Runt El Rodeo är det ganska tätbefolkat, med 67 invånare per kvadratkilometer. Närmaste större samhälle är Calvillo, 3,9 km sydost om El Rodeo. Trakten runt El Rodeo består till största delen av jordbruksmark.